# Sapajus xanthosternos
Il cebo dal ventre dorato o cebo testabruna (Sapajus xanthosternos (Wied, 1826)) è un primate Platirrino della famiglia dei Cebidi.

## Descrizione
Il pelo può variare di tonalità di colore anche considerevolmente da individuo ad individuo, nonché a seconda del sesso e dell'età dell'animale preso in considerazione: generalmente la testa è di colore bruno scuro, così come i fianchi, gli avambracci e la coda, mentre il corpo è bruno-grigiastro, con una caratteristica colorazione di petto, ventre e braccia anteriori che può andare dal giallo zolfo al rossiccio.. Le parti nude (faccia, mani) sono bruno chiaro: sulla testa non sono presenti ciuffi, in quanto i peli setolosi caratteristici dei cebi del gruppo apella sono sì presenti, ma orientati all'indietro, verso la nuca, a mo' di riporto.

## Distribuzione e habitat
Il suo areale è attualmente ristretto alla foresta atlantica della parte sud-orientale dello stato brasiliano di Bahia, ma si pensa che in periodi storici la specie abitasse tutta l'area del Brasile orientale delimitata ad ovest dal Rio São Francisco.

## Conservazione
È una delle scimmie platirrine più gravemente minacciate, con una popolazione totale stimata in circa 300 individui. La IUCN Red List classifica Sapajus xanthosternos come specie in pericolo critico di estinzione (Critically Endangered).